# Kai Hundertmarck
Kai Hundertmarck (ur. 25 kwietnia 1969 w Rüsselsheim am Main) – niemiecki kolarz szosowy, brązowy medalista mistrzostw świata.

## Kariera
Największy sukces w karierze Kai Hundertmarck osiągnął w 1990 roku, kiedy wspólnie z Rajmundem Lehnertem, Rolfem Aldagiem i Michaelem Richem zdobył brązowy medal w drużynowej jeździe na czas na mistrzostwach świata w Utsunomiya. Był to jednak jedyny medal wywalczony przez niego na międzynarodowej imprezie tej rangi. Na rozgrywanych rok później mistrzostwach świata w Stuttgarcie był piąty w wyścigu ze startu wspólnego zawodowców. Ponadto wygrał między innymi Bayern Rundfahrt w 1989 roku, luksemburski Grand Prix François-Faber i Rheinland-Pfalz-Rundfahrt w 1990 roku, Eschborn-Frankfurt City Loop w 2000 roku oraz Rund um die Nürnberger Altstadt w 2003 roku. Czterokrotnie startował w Vuelta a España, najlepszy wynik osiągając w 1996 roku, kiedy zajął 23. miejsce w klasyfikacji generalnej. Trzykrotnie brał udział w Giro d'Italia, zajmując między innymi 74. miejsce w 1995 roku, a cztery lata później zajął 110. miejsce w Tour de France. Nigdy nie wystąpił na igrzyskach olimpijskich.